# Treix
Treix ist eine französische Gemeinde mit 217 Einwohnern (Stand: 1. Januar 2022) im Département Haute-Marne in der Region Grand Est. Sie gehört zum Arrondissement Chaumont und zum Kanton Chaumont-1. Die Einwohner werden Treixois und Treixoises genannt.

## Geographie
Treix liegt etwa sechs Kilometer nordöstlich des Stadtzentrums von Chaumont. Umgeben wird Treix von den Nachbargemeinden  Darmannes im Norden, Mareilles im Nordosten, Biesles im Osten und Südosten, Chaumont im Süden, Condes und Brethenay im Westen sowie Riaucourt im Nordwesten.

## Bevölkerungsentwicklung
| Jahr                       | 1962 | 1968 | 1975 | 1982 | 1990 | 1999 | 2006 | 2019 |
| Einwohner                  | 95   | 101  | 113  | 209  | 231  | 226  | 248  | 221  |
| Quellen: Cassini und INSEE |      |      |      |      |      |      |      |      |

## Sehenswürdigkeiten

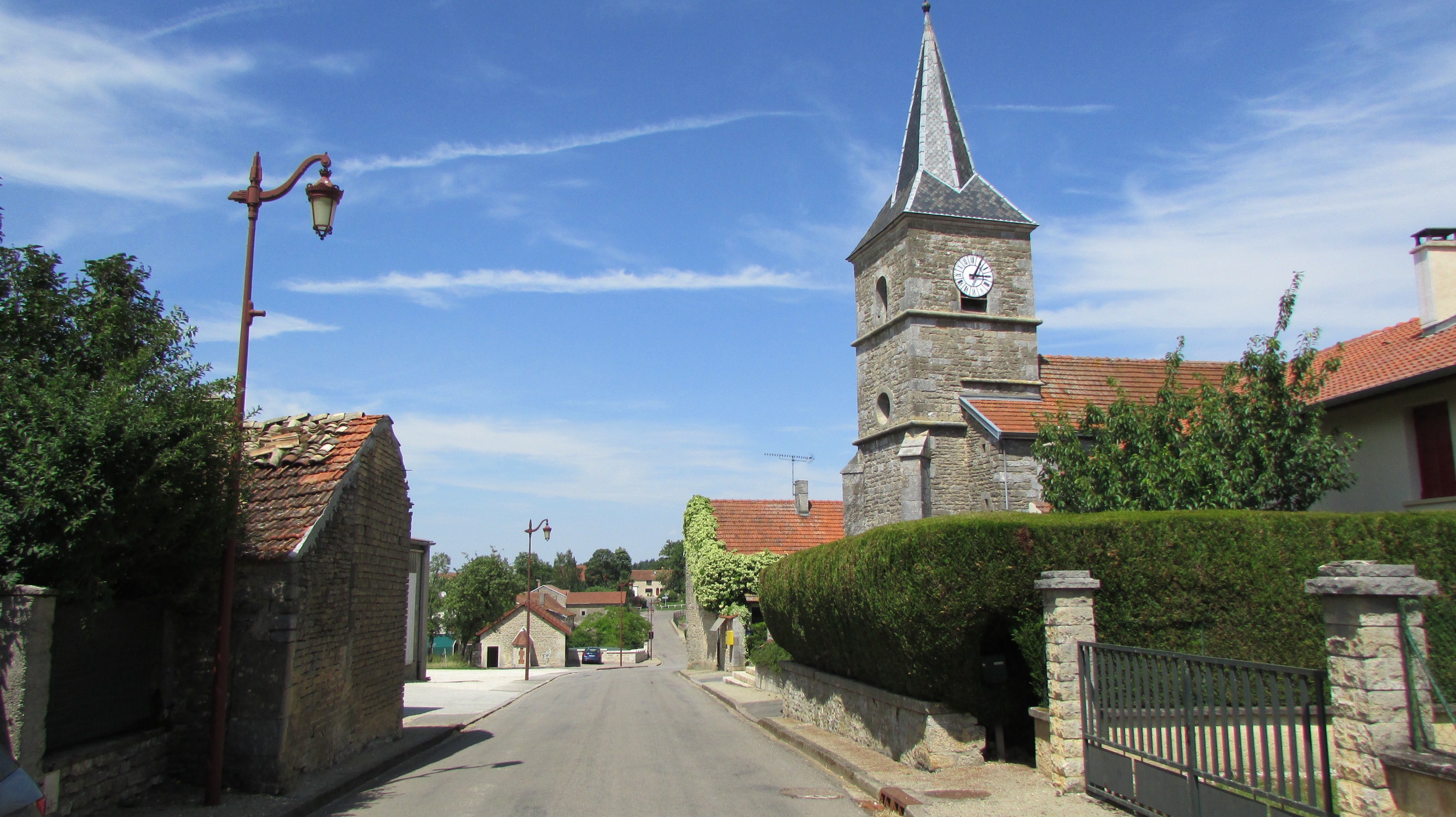
Kirche Notre-Dame-de-l'Assomption

- Kirche Notre-Dame-de-l’Assomption